# Scott Touzinsky
Scott Joseph Touzinsky (* 22. April 1982 in St. Louis, Missouri) ist ein US-amerikanischer Volleyballspieler und Olympiasieger.

## Karriere
Scott Touzinsky begann 1990 mit dem Volleyball und setzte seine Karriere an der Long Beach State University fort. Seit 2004 spielte er in Europa bei verschiedenen Vereinen: Bei den griechischen Klubs AONS Milon Athen und EA Patras, in Spanien bei CAI Teruel, in Slowenien bei ACH Volley Bled und in der Türkei bei IBB Istanbul. 2010 wurde Touzinsky vom deutschen Bundesligisten Berlin Recycling Volleys verpflichtet. Nach einem kurzen Intermezzo Ende 2011 in Puerto Rico, wo er mit Fajardo Cariduros Landesmeister wurde, kehrte er im Januar 2012 zurück zu den Berlinern und wurde hier im April Deutscher Meister. 2013 und 2014 konnte er mit den Recycling Volleys den Deutschen Meistertitel erfolgreich verteidigen. 2015 wechselte Touzinsky nach China zur Shanghai University of Sport.
Scott Touzinsky spielte 79 Mal für die US-amerikanische Nationalmannschaft. Seine größten Erfolge feierte er hier 2008, als er Sieger der Weltliga wurde und bei den Olympischen Spielen in  Peking die Goldmedaille gewann.

## Privates
Scott Touzinsky ist seit 2006 mit Angelique Vogel verheiratet und hat seit 2010 einen Sohn Logan.